# Alonso Martínez de Leiva

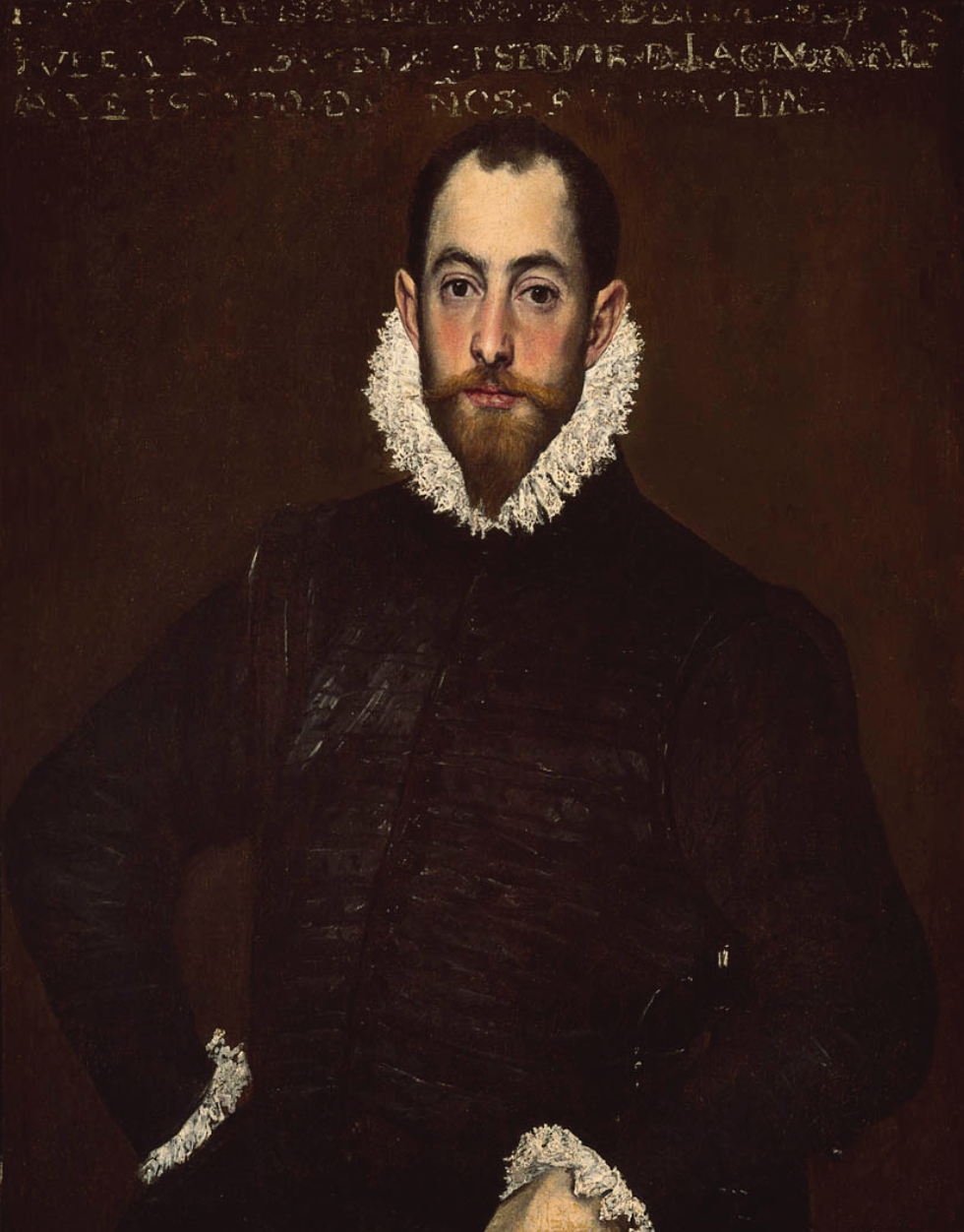
Portrait d'un gentilhomme de la maison de Leiva, Le Greco

Alonso Martínez de Leiva de Rioja, ou Leyva (né vers 1544, décédé le 28 octobre 1588 près de Lacada Point, comté d'Antrim, Ulster) est un noble espagnol du XVIe siècle, favori du roi Philippe II et chevalier de Santiago. L'un des commandants de l'Invincible Armada, il meurt dans un naufrage au retour de l'expédition. 

## Biographie
Il a une expérience militaire en mer et sur terre. Il combat les insurgés hollandais au cours de la phase initiale de la Guerre de Quatre-Vingts Ans, commandant des galères siciliennes en mer. En tant que commandant de flotte, il prend part à l'occupation du Portugal (1580), puis il prend le commandement de la cavalerie milanaise.
En 1587, il devient le commandant officiel des forces de débarquement de l'Armada. Dans un document secret, le roi Philippe II désigne Leiva comme successeur du prince Medina-Sidonia en cas de mort de celui-ci (sans passer par Juan Martínez de Recalde). Le vaisseau amiral de Leiva est La Rata Santa María Encoronada, faisant partie de l'escadron du Levant. 
Bien qu'Alonso Martínez de Leiva n'ait aucune fonction dans la flotte de l'Armada, le prince Medina-Sidonia lui confie le commandement des escadrons d'avant-garde. Au cours de la campagne, Leiva fait preuve de beaucoup d’initiative et de courage. Au cours de sa retraite, son navire coule dans la baie de Blacksod, au large du comté de Mayo. Leiva déplace son équipage à bord du Duquesna Santa Ana, mais ce navire coule au large des côtes du Donegal. Les survivants des deux navires sous le commandement de Leiva trouvent un troisième navire, la galéasse La Girona, sur lequel ils se décident à naviguer vers une Écosse neutre. Le 28 octobre, La Girona s'écrase sur les rochers au pied d'une falaise de 120 mètres à Lacada Point, dans comté d'Antrim. Alonso Martínez de Leiva figure parmi les 1 300 victimes de la catastrophe . 
Machary, marin irlandais enrôlé à Lisbonne en Espagne dans la Duquesa Santa Ana et qui n'embarqua pas sur La Girona, témoigna à propos de Don Alonso, devant les autorités anglaises, qu'il était un homme de stature élancée et mince, d'un teint blanc, d'une élocution souple et lisse, d'un comportement doux et tempéré, la parole bonne et délibérée, grandement révérencieux non seulement envers ses propres hommes, mais généralement envers l'ensemble de la compagnie.

## Littérature
Miguel de Cervantes l'évoque dans un poème louangeur, le Canto de Calíope, dans La Galatea (1585).